# 河村了
河村 了（かわむら りょう、1983年12月20日 - ）は、愛知県出身の競艇選手。登録番号4308。身長167cm。血液型O型。95期。愛知支部所属。妻に元競艇選手の川邉加奈子（登録番号4206）、同期に岡村仁、峰竜太、海野康志郎らがいる。師匠は新美恵一。

## 来歴
- やまと競艇学校時代、リーグ戦勝率4.87（準優出3　優出2）の成績を残した。
- 2004年11月16日、常滑競艇場でデビュー（5着）。
- 2004年12月14日、桐生競艇場での一般競走4日目1Rで初勝利（15走目）。
- 2010年10月17日、蒲郡競艇場での「G3新鋭リーグ第18戦 第18回蒲郡スピード王座決定戦」で初優勝（優出7回目）。
- 2011年1月25日、宮島競艇場での「G1共同通信社杯 第25回新鋭王座決定戦競走」にG1初出場。翌26日、2日目2RでG1初勝利[1]。
- 2020年5月24日、丸亀競艇場での「G2まるがめモーターボート大賞」で、２号艇4コースから捲りを決めてG2初優勝。